# Wassamu
Wassamu (jap. 和寒町 Wassamu-chō) – miasto w Japonii, w prefekturze Hokkaido, w podprefekturze Kamikawa. Według danych na rok 2020 miejscowość zamieszkiwało 3 192 mieszkańców , a gęstość zaludnienia wyniosła 14,2 os./km².